# Sonate pour clarinette de Cage
La Sonate pour clarinette est une œuvre de jeunesse de John Cage, composée en 1933. Elle est également connue sous son premier titre, Sonata for One Voice.

## Histoire
La pièce a été créée en 1933 (les premier et dernier mouvements ont été composés respectivement les 3 et 5 septembre) alors que John Cage étudiait la musique avec Richard Buhlig . Buhlig a convaincu Cage d'envoyer la Sonate, ainsi que quelques autres pièces, à Henry Cowell pour publication dans New Music ; c'est ainsi devenu la première pièce publiée de John Cage. Cowell suggéra plus tard que la Sonate soit jouée dans un atelier de la New Music Society of California à San Francisco. Lorsque John Cage est arrivé, il s'est avéré que le clarinettiste ne pouvait pas jouer la pièce, et Cage a dû la jouer lui-même, au piano. John Cage a également tenté de faire jouer la sonate par un clarinettiste de l'Orchestre philharmonique de Los Angeles, mais le clarinettiste a refusé pour des raisons esthétiques. Plus tard dans la vie, John Cage a fait quelques révisions et la sonate a finalement été publiée aux Edition Peters, le principal éditeur de Cage, en 1963. Bien qu'il n'aimait pas certaines de ses premières œuvres, il considérait la Sonate, selon une interview tardive, « très intéressante ».

## Analyse
La Sonate est écrite pour une clarinette seule en si bémol. Il n'y a pas d'indications de dynamique, d'articulation ou de phrasé. Dans l'ensemble, le style est, selon les mots de James Pritchett spécialiste de Cage , « chromatique, rythmiquement complexe et non métrique ». Il y a trois mouvements :
1. Vivace
2. Lento
3. Vivace

Le premier mouvement est influencé par la technique dodécaphonique, mais n'est pas lié par ses procédures formelles : il n'y a pas de rang au sens strict du terme, mais la musique est basée sur des rétrogrades de divers fragments mélodiques et rythmiques. Par exemple, le contenu des mesures 1-2 est présenté en rétrograde dans les mesures 20-21, avec le même rythme, et des symétries et des transformations similaires informent l'ensemble du mouvement.
En revanche, le deuxième mouvement utilise la technique des rangées de tons d'une manière beaucoup plus stricte, bien qu'encore marginalement liée à la méthode de Schoenberg. Il commence par les diverses formes du rang qui se succèdent étroitement : premier (mesures 1 à 5), transposé (mesures 5 à 9), rétrograde (mesures 10 à 12). Les mesures 12-19 sont remplies de fragments de chacune des trois formes utilisées, et le mouvement se termine par l'inversion rétrograde (mesures 20-24). Les dernières notes répètent (au niveau de la hauteur) celles de la mesure 5, où la forme principale chevauchait la forme transposée.
Le troisième mouvement est une rétrograde à hauteur exacte du premier.